# Picrospora furcifera
Picrospora furcifera är en fjärilsart som beskrevs av Edward Meyrick 1920. Picrospora furcifera ingår i släktet Picrospora och familjen säckspinnare. Inga underarter finns listade i Catalogue of Life.